# Volta à Califórnia de 2017
A 12.ª edição da Volta à Califórnia (nome oficial: Amgen Tour of Califórnia), foi uma corrida de Ciclismo de estrada por etapas que se celebrou entre 14 e 20 de maio de 2017 nos Estados Unidos com início na cidade de Sacramento e final em Pasadena.
Dispôs de sete etapas para um percurso total de 931 quilómetros.
A corrida fez parte do UCI World Tour de 2017, pela primeira vez 2.UWT. calendário ciclístico de máximo nível mundial, sendo a vigésimo segunda corrida de dito circuito. Previamente a corrida fazia parte da categoria 2.HC no calendário UCI America Tour desde 2006.

## Equipas participantes
Tomaram parte na corrida 16 equipas: 11 de categoria UCI World Tour de 2017 convidados pela organização; 3 de categoria Profissional Continental; 2 de categoria Continental. As equipas participantes foram:
| Equipes WorldTeam (12)- Astana - BMC Racing Team - Bora-Hansgrohe - Cannondale-Drapac - Dimension Data - Katusha-Alpecin - Lotto NL-Jumbo - Quick-Step Floors - Sky - Trek-Segafredo - Team Sunweb - UAE Team Emirates Equipes profissionais Continentais (3)- Cofidis, Solutions Crédits - Novo Nordisk - UnitedHealthcare Equipes Continentais (2)- Jelly Belly-Maxxis - Rally Cycling |
| |

## Etapas
| Etapa | Data    | Percurso                      | type                      | Distância (km) | Vencedor        | Líder geral    |
| ----- | ------- | ----------------------------- | ------------------------- | -------------- | --------------- | -------------- |
| 1     | 14 mai. | Sacramento – Sacramento       | etapa plana               | 167,5          | Marcel Kittel   | Marcel Kittel  |
| 2     | 15 mai. | Modesto – São José            | média montanha            | 144,5          | Rafał Majka     | Rafał Majka    |
| 3     | 16 mai. | Pismo Beach – Morro Bay       | etapa plana               | 192,5          | Peter Sagan     | Rafał Majka    |
| 4     | 17 mai. | Santa Bárbara – Santa Clarita | etapa escarpada           | 159,5          | Evan Huffman    | Rafał Majka    |
| 5     | 18 mai. | Ontario – Monte San Antonio   | alta montanha             | 125,5          | Andrew Talansky | Rafał Majka    |
| 6     | 19 mai. | Big Bear Lake – Big Bear Lake | contrarrelógio individual | 24             | Jonathan Dibben | George Bennett |
| 7     | 20 mai. | Mountain High – Pasadena      | média montanha            | 125            | Evan Huffman    | George Bennett |

## Desenvolvimento da corrida

### Etapa 1
| \| Classificação por etapas \| Classificação por etapas \| Classificação por etapas \| Classificação por etapas \| Classificação por etapas \| \| Ciclista \| Ciclista \| Equipe \| Tempo \| \| \| ------------------------ \| --------------------------- \| -------------------------- \| ------------------------ \| ------------------------ \| \| 1. \| Marcel Kittel \| Quick-Step Floors \| 3h45m35s \| \| \| 2. \| Peter Sagan \| Bora-Hansgrohe \| + 0s \| \| \| 3. \| Elia Viviani \| Team Sky \| + 0s \| \| \| 4. \| John Degenkolb \| Trek-Segafredo \| + 0s \| \| \| 5. \| Jean-Pierre Drucker \| BMC Racing Team \| + 0s \| \| \| 6. \| Reinardt Janse van Rensburg \| Dimension Data \| + 0s \| \| \| 7. \| Jonas Van Genechten \| Cofidis, Solutions Crédits \| + 0s \| \| \| 8. \| Marko Kump \| UAE Team Emirates \| + 0s \| \| \| 9. \| Wouter Wippert \| Cannondale-Drapac \| + 0s \| \| \| 10. \| Travis McCabe \| UnitedHealthcare \| + 0s \| \| |                             |                            |          |
| |                             |                            |          |
| Fonte: ProCyclingStats |                             |                            |          |
| Classificação por etapas |                             |                            |          |
| Ciclista | Ciclista                    | Equipe                     | Tempo    |
| 1. | Marcel Kittel               | Quick-Step Floors          | 3h45m35s |
| 2. | Peter Sagan                 | Bora-Hansgrohe             | + 0s     |
| 3. | Elia Viviani                | Team Sky                   | + 0s     |
| 4. | John Degenkolb              | Trek-Segafredo             | + 0s     |
| 5. | Jean-Pierre Drucker         | BMC Racing Team            | + 0s     |
| 6. | Reinardt Janse van Rensburg | Dimension Data             | + 0s     |
| 7. | Jonas Van Genechten         | Cofidis, Solutions Crédits | + 0s     |
| 8. | Marko Kump                  | UAE Team Emirates          | + 0s     |
| 9. | Wouter Wippert              | Cannondale-Drapac          | + 0s     |
| 10. | Travis McCabe               | UnitedHealthcare           | + 0s     |

| \| Classificação geral \| Classificação geral \| Classificação geral \| Classificação geral \| Classificação geral \| \| Ciclista \| Ciclista \| Equipe \| Tempo \| \| \| ------------------- \| --------------------------- \| -------------------------- \| ------------------- \| ------------------- \| \| 1. \| Marcel Kittel \| Quick-Step Floors \| 3h45m25s \| \| \| 2. \| Peter Sagan \| Bora-Hansgrohe \| + 4s \| \| \| 3. \| Elia Viviani \| Team Sky \| + 6s \| \| \| 4. \| Floris Gerts \| BMC Racing Team \| + 9s \| \| \| 5. \| Jonathan Clarke \| UnitedHealthcare \| + 9s \| \| \| 6. \| John Degenkolb \| Trek-Segafredo \| + 10s \| \| \| 7. \| Jean-Pierre Drucker \| BMC Racing Team \| + 10s \| \| \| 8. \| Reinardt Janse van Rensburg \| Dimension Data \| + 10s \| \| \| 9. \| Jonas Van Genechten \| Cofidis, Solutions Crédits \| + 10s \| \| \| 10. \| Marko Kump \| UAE Team Emirates \| + 10s \| \| |                             |                            |          |
| |                             |                            |          |
| Fonte: ProCyclingStats |                             |                            |          |
| Classificação geral |                             |                            |          |
| Ciclista | Ciclista                    | Equipe                     | Tempo    |
| 1. | Marcel Kittel               | Quick-Step Floors          | 3h45m25s |
| 2. | Peter Sagan                 | Bora-Hansgrohe             | + 4s     |
| 3. | Elia Viviani                | Team Sky                   | + 6s     |
| 4. | Floris Gerts                | BMC Racing Team            | + 9s     |
| 5. | Jonathan Clarke             | UnitedHealthcare           | + 9s     |
| 6. | John Degenkolb              | Trek-Segafredo             | + 10s    |
| 7. | Jean-Pierre Drucker         | BMC Racing Team            | + 10s    |
| 8. | Reinardt Janse van Rensburg | Dimension Data             | + 10s    |
| 9. | Jonas Van Genechten         | Cofidis, Solutions Crédits | + 10s    |
| 10. | Marko Kump                  | UAE Team Emirates          | + 10s    |

### Etapa 2
| \| Classificação por etapas \| Classificação por etapas \| Classificação por etapas \| Classificação por etapas \| Classificação por etapas \| \| Ciclista \| Ciclista \| Equipe \| Tempo \| \| \| ------------------------ \| ------------------------ \| ------------------------ \| ------------------------ \| ------------------------ \| \| 1. \| Rafał Majka \| Bora-Hansgrohe \| 3h43m46s \| \| \| 2. \| George Bennett \| LottoNL-Jumbo \| + 0s \| \| \| 3. \| Ian Boswell \| Team Sky \| + 7s \| \| \| 4. \| Lachlan Morton \| Dimension Data \| + 7s \| \| \| 5. \| Robert Gesink \| LottoNL-Jumbo \| + 37s \| \| \| 6. \| Brent Bookwalter \| BMC Racing Team \| + 37s \| \| \| 7. \| Tao Geoghegan Hart \| Team Sky \| + 37s \| \| \| 8. \| Sam Oomen \| Team Sunweb \| + 37s \| \| \| 9. \| Enric Mas \| Quick-Step Floors \| + 37s \| \| \| 10. \| Andrew Talansky \| Cannondale-Drapac \| + 37s \| \| |                    |                   |          |
| |                    |                   |          |
| Fonte: ProCyclingStats |                    |                   |          |
| Classificação por etapas |                    |                   |          |
| Ciclista | Ciclista           | Equipe            | Tempo    |
| 1. | Rafał Majka        | Bora-Hansgrohe    | 3h43m46s |
| 2. | George Bennett     | LottoNL-Jumbo     | + 0s     |
| 3. | Ian Boswell        | Team Sky          | + 7s     |
| 4. | Lachlan Morton     | Dimension Data    | + 7s     |
| 5. | Robert Gesink      | LottoNL-Jumbo     | + 37s    |
| 6. | Brent Bookwalter   | BMC Racing Team   | + 37s    |
| 7. | Tao Geoghegan Hart | Team Sky          | + 37s    |
| 8. | Sam Oomen          | Team Sunweb       | + 37s    |
| 9. | Enric Mas          | Quick-Step Floors | + 37s    |
| 10. | Andrew Talansky    | Cannondale-Drapac | + 37s    |

| \| Classificação geral \| Classificação geral \| Classificação geral \| Classificação geral \| Classificação geral \| \| Ciclista \| Ciclista \| Equipe \| Tempo \| \| \| ------------------- \| --------------------- \| ------------------- \| ------------------- \| ------------------- \| \| 1. \| Rafał Majka \| Bora-Hansgrohe \| 7h29m14s \| \| \| 2. \| George Bennett \| LottoNL-Jumbo \| + 2s \| \| \| 3. \| Ian Boswell \| Team Sky \| + 14s \| \| \| 4. \| Lachlan Morton \| Dimension Data \| + 16s \| \| \| 5. \| Robert Gesink \| LottoNL-Jumbo \| + 48s \| \| \| 6. \| Brent Bookwalter \| BMC Racing Team \| + 48s \| \| \| 7. \| Sam Oomen \| Team Sunweb \| + 48s \| \| \| 8. \| Andrew Talansky \| Cannondale-Drapac \| + 48s \| \| \| 9. \| Maximilian Schachmann \| Quick-Step Floors \| + 48s \| \| \| 10. \| Vegard Stake Laengen \| UAE Team Emirates \| + 48s \| \| |                       |                   |          |
| |                       |                   |          |
| Fonte: ProCyclingStats |                       |                   |          |
| Classificação geral |                       |                   |          |
| Ciclista | Ciclista              | Equipe            | Tempo    |
| 1. | Rafał Majka           | Bora-Hansgrohe    | 7h29m14s |
| 2. | George Bennett        | LottoNL-Jumbo     | + 2s     |
| 3. | Ian Boswell           | Team Sky          | + 14s    |
| 4. | Lachlan Morton        | Dimension Data    | + 16s    |
| 5. | Robert Gesink         | LottoNL-Jumbo     | + 48s    |
| 6. | Brent Bookwalter      | BMC Racing Team   | + 48s    |
| 7. | Sam Oomen             | Team Sunweb       | + 48s    |
| 8. | Andrew Talansky       | Cannondale-Drapac | + 48s    |
| 9. | Maximilian Schachmann | Quick-Step Floors | + 48s    |
| 10. | Vegard Stake Laengen  | UAE Team Emirates | + 48s    |

### Etapa 3
| \| Classificação por etapas \| Classificação por etapas \| Classificação por etapas \| Classificação por etapas \| Classificação por etapas \| \| Ciclista \| Ciclista \| Equipe \| Tempo \| \| \| ------------------------ \| --------------------------- \| ------------------------ \| ------------------------ \| ------------------------ \| \| 1. \| Peter Sagan \| Bora-Hansgrohe \| 4h53m26s \| \| \| 2. \| Rick Zabel \| Katusha-Alpecin \| + 0s \| \| \| 3. \| Simone Consonni \| UAE Team Emirates \| + 0s \| \| \| 4. \| Alexander Kristoff \| Katusha-Alpecin \| + 0s \| \| \| 5. \| Jean-Pierre Drucker \| BMC Racing Team \| + 0s \| \| \| 6. \| Reinardt Janse van Rensburg \| Dimension Data \| + 0s \| \| \| 7. \| Taylor Phinney \| Cannondale-Drapac \| + 0s \| \| \| 8. \| Ramon Sinkeldam \| Team Sunweb \| + 0s \| \| \| 9. \| Travis McCabe \| UnitedHealthcare \| + 0s \| \| \| 10. \| Mike Teunissen \| Team Sunweb \| + 0s \| \| |                             |                   |          |
| |                             |                   |          |
| Fonte: ProCyclingStats |                             |                   |          |
| Classificação por etapas |                             |                   |          |
| Ciclista | Ciclista                    | Equipe            | Tempo    |
| 1. | Peter Sagan                 | Bora-Hansgrohe    | 4h53m26s |
| 2. | Rick Zabel                  | Katusha-Alpecin   | + 0s     |
| 3. | Simone Consonni             | UAE Team Emirates | + 0s     |
| 4. | Alexander Kristoff          | Katusha-Alpecin   | + 0s     |
| 5. | Jean-Pierre Drucker         | BMC Racing Team   | + 0s     |
| 6. | Reinardt Janse van Rensburg | Dimension Data    | + 0s     |
| 7. | Taylor Phinney              | Cannondale-Drapac | + 0s     |
| 8. | Ramon Sinkeldam             | Team Sunweb       | + 0s     |
| 9. | Travis McCabe               | UnitedHealthcare  | + 0s     |
| 10. | Mike Teunissen              | Team Sunweb       | + 0s     |

| \| Classificação geral \| Classificação geral \| Classificação geral \| Classificação geral \| Classificação geral \| \| Ciclista \| Ciclista \| Equipe \| Tempo \| \| \| ------------------- \| --------------------- \| ------------------- \| ------------------- \| ------------------- \| \| 1. \| Rafał Majka \| Bora-Hansgrohe \| 12h22m43s \| \| \| 2. \| George Bennett \| LottoNL-Jumbo \| + 2s \| \| \| 3. \| Ian Boswell \| Team Sky \| + 14s \| \| \| 4. \| Lachlan Morton \| Dimension Data \| + 16s \| \| \| 5. \| Robert Gesink \| LottoNL-Jumbo \| + 45s \| \| \| 6. \| Brent Bookwalter \| BMC Racing Team \| + 48s \| \| \| 7. \| Sam Oomen \| Team Sunweb \| + 48s \| \| \| 8. \| Andrew Talansky \| Cannondale-Drapac \| + 48s \| \| \| 9. \| Vegard Stake Laengen \| UAE Team Emirates \| + 48s \| \| \| 10. \| Maximilian Schachmann \| Quick-Step Floors \| + 48s \| \| |                       |                   |           |
| |                       |                   |           |
| Fonte: ProCyclingStats |                       |                   |           |
| Classificação geral |                       |                   |           |
| Ciclista | Ciclista              | Equipe            | Tempo     |
| 1. | Rafał Majka           | Bora-Hansgrohe    | 12h22m43s |
| 2. | George Bennett        | LottoNL-Jumbo     | + 2s      |
| 3. | Ian Boswell           | Team Sky          | + 14s     |
| 4. | Lachlan Morton        | Dimension Data    | + 16s     |
| 5. | Robert Gesink         | LottoNL-Jumbo     | + 45s     |
| 6. | Brent Bookwalter      | BMC Racing Team   | + 48s     |
| 7. | Sam Oomen             | Team Sunweb       | + 48s     |
| 8. | Andrew Talansky       | Cannondale-Drapac | + 48s     |
| 9. | Vegard Stake Laengen  | UAE Team Emirates | + 48s     |
| 10. | Maximilian Schachmann | Quick-Step Floors | + 48s     |

### Etapa 4
| \| Classificação por etapas \| Classificação por etapas \| Classificação por etapas \| Classificação por etapas \| Classificação por etapas \| \| Ciclista \| Ciclista \| Equipe \| Tempo \| \| \| ------------------------ \| ------------------------ \| -------------------------- \| ------------------------ \| ------------------------ \| \| 1. \| Evan Huffman \| Rally Cycling \| 3h41m52s \| \| \| 2. \| Rob Britton \| Rally Cycling \| + 0s \| \| \| 3. \| Lennard Hofstede \| Team Sunweb \| + 0s \| \| \| 4. \| Mathias Le Turnier \| Cofidis, Solutions Crédits \| + 0s \| \| \| 5. \| Gavin Mannion \| UnitedHealthcare \| + 0s \| \| \| 6. \| Peter Sagan \| Bora-Hansgrohe \| + 13s \| \| \| 7. \| John Degenkolb \| Trek-Segafredo \| + 13s \| \| \| 8. \| Marcel Kittel \| Quick-Step Floors \| + 13s \| \| \| 9. \| Alexander Kristoff \| Katusha-Alpecin \| + 13s \| \| \| 10. \| Simone Consonni \| UAE Team Emirates \| + 13s \| \| |                    |                            |          |
| |                    |                            |          |
| Fonte: ProCyclingStats |                    |                            |          |
| Classificação por etapas |                    |                            |          |
| Ciclista | Ciclista           | Equipe                     | Tempo    |
| 1. | Evan Huffman       | Rally Cycling              | 3h41m52s |
| 2. | Rob Britton        | Rally Cycling              | + 0s     |
| 3. | Lennard Hofstede   | Team Sunweb                | + 0s     |
| 4. | Mathias Le Turnier | Cofidis, Solutions Crédits | + 0s     |
| 5. | Gavin Mannion      | UnitedHealthcare           | + 0s     |
| 6. | Peter Sagan        | Bora-Hansgrohe             | + 13s    |
| 7. | John Degenkolb     | Trek-Segafredo             | + 13s    |
| 8. | Marcel Kittel      | Quick-Step Floors          | + 13s    |
| 9. | Alexander Kristoff | Katusha-Alpecin            | + 13s    |
| 10. | Simone Consonni    | UAE Team Emirates          | + 13s    |

| \| Classificação geral \| Classificação geral \| Classificação geral \| Classificação geral \| Classificação geral \| \| Ciclista \| Ciclista \| Equipe \| Tempo \| \| \| ------------------- \| --------------------- \| ------------------- \| ------------------- \| ------------------- \| \| 1. \| Rafał Majka \| Bora-Hansgrohe \| 16h04m48s \| \| \| 2. \| George Bennett \| LottoNL-Jumbo \| + 2s \| \| \| 3. \| Ian Boswell \| Team Sky \| + 14s \| \| \| 4. \| Lachlan Morton \| Dimension Data \| + 16s \| \| \| 5. \| Robert Gesink \| LottoNL-Jumbo \| + 45s \| \| \| 6. \| Brent Bookwalter \| BMC Racing Team \| + 48s \| \| \| 7. \| Sam Oomen \| Team Sunweb \| + 48s \| \| \| 8. \| Andrew Talansky \| Cannondale-Drapac \| + 48s \| \| \| 9. \| Vegard Stake Laengen \| UAE Team Emirates \| + 48s \| \| \| 10. \| Maximilian Schachmann \| Quick-Step Floors \| + 48s \| \| |                       |                   |           |
| |                       |                   |           |
| Fonte: ProCyclingStats |                       |                   |           |
| Classificação geral |                       |                   |           |
| Ciclista | Ciclista              | Equipe            | Tempo     |
| 1. | Rafał Majka           | Bora-Hansgrohe    | 16h04m48s |
| 2. | George Bennett        | LottoNL-Jumbo     | + 2s      |
| 3. | Ian Boswell           | Team Sky          | + 14s     |
| 4. | Lachlan Morton        | Dimension Data    | + 16s     |
| 5. | Robert Gesink         | LottoNL-Jumbo     | + 45s     |
| 6. | Brent Bookwalter      | BMC Racing Team   | + 48s     |
| 7. | Sam Oomen             | Team Sunweb       | + 48s     |
| 8. | Andrew Talansky       | Cannondale-Drapac | + 48s     |
| 9. | Vegard Stake Laengen  | UAE Team Emirates | + 48s     |
| 10. | Maximilian Schachmann | Quick-Step Floors | + 48s     |

### Etapa 5
| \| Classificação por etapas \| Classificação por etapas \| Classificação por etapas \| Classificação por etapas \| Classificação por etapas \| \| Ciclista \| Ciclista \| Equipe \| Tempo \| \| \| ------------------------ \| ------------------------ \| ------------------------ \| ------------------------ \| ------------------------ \| \| 1. \| Andrew Talansky \| Cannondale-Drapac \| 3h43m15s \| \| \| 2. \| Rafał Majka \| Bora-Hansgrohe \| + 0s \| \| \| 3. \| George Bennett \| LottoNL-Jumbo \| + 2s \| \| \| 4. \| Ian Boswell \| Team Sky \| + 5s \| \| \| 5. \| Brent Bookwalter \| BMC Racing Team \| + 8s \| \| \| 6. \| Sam Oomen \| Team Sunweb \| + 20s \| \| \| 7. \| Lachlan Morton \| Dimension Data \| + 27s \| \| \| 8. \| Tao Geoghegan Hart \| Team Sky \| + 40s \| \| \| 9. \| Robert Gesink \| LottoNL-Jumbo \| + 40s \| \| \| 10. \| Sepp Kuss \| Rally Cycling \| + 56s \| \| |                    |                   |          |
| |                    |                   |          |
| Fonte: ProCyclingStats |                    |                   |          |
| Classificação por etapas |                    |                   |          |
| Ciclista | Ciclista           | Equipe            | Tempo    |
| 1. | Andrew Talansky    | Cannondale-Drapac | 3h43m15s |
| 2. | Rafał Majka        | Bora-Hansgrohe    | + 0s     |
| 3. | George Bennett     | LottoNL-Jumbo     | + 2s     |
| 4. | Ian Boswell        | Team Sky          | + 5s     |
| 5. | Brent Bookwalter   | BMC Racing Team   | + 8s     |
| 6. | Sam Oomen          | Team Sunweb       | + 20s    |
| 7. | Lachlan Morton     | Dimension Data    | + 27s    |
| 8. | Tao Geoghegan Hart | Team Sky          | + 40s    |
| 9. | Robert Gesink      | LottoNL-Jumbo     | + 40s    |
| 10. | Sepp Kuss          | Rally Cycling     | + 56s    |

| \| Classificação geral \| Classificação geral \| Classificação geral \| Classificação geral \| Classificação geral \| \| Ciclista \| Ciclista \| Equipe \| Tempo \| \| \| ------------------- \| -------------------- \| ------------------- \| ------------------- \| ------------------- \| \| 1. \| Rafał Majka \| Bora-Hansgrohe \| 19h47m57s \| \| \| 2. \| George Bennett \| LottoNL-Jumbo \| + 6s \| \| \| 3. \| Ian Boswell \| Team Sky \| + 25s \| \| \| 4. \| Andrew Talansky \| Cannondale-Drapac \| + 44s \| \| \| 5. \| Lachlan Morton \| Dimension Data \| + 49s \| \| \| 6. \| Brent Bookwalter \| BMC Racing Team \| + 1m02s \| \| \| 7. \| Sam Oomen \| Team Sunweb \| + 1m14s \| \| \| 8. \| Robert Gesink \| LottoNL-Jumbo \| + 1m31s \| \| \| 9. \| Tao Geoghegan Hart \| Team Sky \| + 1m34s \| \| \| 10. \| Vegard Stake Laengen \| UAE Team Emirates \| + 1m50s \| \| |                      |                   |           |
| |                      |                   |           |
| Fonte: ProCyclingStats |                      |                   |           |
| Classificação geral |                      |                   |           |
| Ciclista | Ciclista             | Equipe            | Tempo     |
| 1. | Rafał Majka          | Bora-Hansgrohe    | 19h47m57s |
| 2. | George Bennett       | LottoNL-Jumbo     | + 6s      |
| 3. | Ian Boswell          | Team Sky          | + 25s     |
| 4. | Andrew Talansky      | Cannondale-Drapac | + 44s     |
| 5. | Lachlan Morton       | Dimension Data    | + 49s     |
| 6. | Brent Bookwalter     | BMC Racing Team   | + 1m02s   |
| 7. | Sam Oomen            | Team Sunweb       | + 1m14s   |
| 8. | Robert Gesink        | LottoNL-Jumbo     | + 1m31s   |
| 9. | Tao Geoghegan Hart   | Team Sky          | + 1m34s   |
| 10. | Vegard Stake Laengen | UAE Team Emirates | + 1m50s   |

### Etapa 6
| \| Classificação por etapas \| Classificação por etapas \| Classificação por etapas \| Classificação por etapas \| Classificação por etapas \| \| Ciclista \| Ciclista \| Equipe \| Tempo \| \| \| ------------------------ \| ------------------------ \| ------------------------ \| ------------------------ \| ------------------------ \| \| 1. \| Jonathan Dibben \| Team Sky \| 28m27s \| \| \| 2. \| Brent Bookwalter \| BMC Racing Team \| + 7s \| \| \| 3. \| Andrew Talansky \| Cannondale-Drapac \| + 16s \| \| \| 4. \| George Bennett \| LottoNL-Jumbo \| + 18s \| \| \| 5. \| Filippo Ganna \| UAE Team Emirates \| + 21s \| \| \| 6. \| Maximilian Schachmann \| Quick-Step Floors \| + 21s \| \| \| 7. \| Peter Sagan \| Bora-Hansgrohe \| + 23s \| \| \| 8. \| Maciej Bodnar \| Bora-Hansgrohe \| + 23s \| \| \| 9. \| Martin Elmiger \| BMC Racing Team \| + 25s \| \| \| 10. \| Nils Politt \| Katusha-Alpecin \| + 27s \| \| |                       |                   |        |
| |                       |                   |        |
| Fonte: ProCyclingStats |                       |                   |        |
| Classificação por etapas |                       |                   |        |
| Ciclista | Ciclista              | Equipe            | Tempo  |
| 1. | Jonathan Dibben       | Team Sky          | 28m27s |
| 2. | Brent Bookwalter      | BMC Racing Team   | + 7s   |
| 3. | Andrew Talansky       | Cannondale-Drapac | + 16s  |
| 4. | George Bennett        | LottoNL-Jumbo     | + 18s  |
| 5. | Filippo Ganna         | UAE Team Emirates | + 21s  |
| 6. | Maximilian Schachmann | Quick-Step Floors | + 21s  |
| 7. | Peter Sagan           | Bora-Hansgrohe    | + 23s  |
| 8. | Maciej Bodnar         | Bora-Hansgrohe    | + 23s  |
| 9. | Martin Elmiger        | BMC Racing Team   | + 25s  |
| 10. | Nils Politt           | Katusha-Alpecin   | + 27s  |

| \| Classificação geral \| Classificação geral \| Classificação geral \| Classificação geral \| Classificação geral \| \| Ciclista \| Ciclista \| Equipe \| Tempo \| \| \| ------------------- \| -------------------- \| ------------------- \| ------------------- \| ------------------- \| \| 1. \| George Bennett \| LottoNL-Jumbo \| 20h16m48s \| \| \| 2. \| Rafał Majka \| Bora-Hansgrohe \| + 35s \| \| \| 3. \| Andrew Talansky \| Cannondale-Drapac \| + 36s \| \| \| 4. \| Brent Bookwalter \| BMC Racing Team \| + 45s \| \| \| 5. \| Ian Boswell \| Team Sky \| + 1m00s \| \| \| 6. \| Vegard Stake Laengen \| UAE Team Emirates \| + 1m54s \| \| \| 7. \| Tao Geoghegan Hart \| Team Sky \| + 2m12s \| \| \| 8. \| Sam Oomen \| Team Sunweb \| + 2m15s \| \| \| 9. \| Lachlan Morton \| Dimension Data \| + 2m20s \| \| \| 10. \| Haimar Zubeldia \| Trek-Segafredo \| + 3m14s \| \| |                      |                   |           |
| |                      |                   |           |
| Fonte: ProCyclingStats |                      |                   |           |
| Classificação geral |                      |                   |           |
| Ciclista | Ciclista             | Equipe            | Tempo     |
| 1. | George Bennett       | LottoNL-Jumbo     | 20h16m48s |
| 2. | Rafał Majka          | Bora-Hansgrohe    | + 35s     |
| 3. | Andrew Talansky      | Cannondale-Drapac | + 36s     |
| 4. | Brent Bookwalter     | BMC Racing Team   | + 45s     |
| 5. | Ian Boswell          | Team Sky          | + 1m00s   |
| 6. | Vegard Stake Laengen | UAE Team Emirates | + 1m54s   |
| 7. | Tao Geoghegan Hart   | Team Sky          | + 2m12s   |
| 8. | Sam Oomen            | Team Sunweb       | + 2m15s   |
| 9. | Lachlan Morton       | Dimension Data    | + 2m20s   |
| 10. | Haimar Zubeldia      | Trek-Segafredo    | + 3m14s   |

### Etapa 7
| \| Classificação por etapas \| Classificação por etapas \| Classificação por etapas \| Classificação por etapas \| Classificação por etapas \| \| Ciclista \| Ciclista \| Equipe \| Tempo \| \| \| ------------------------ \| ------------------------ \| -------------------------- \| ------------------------ \| ------------------------ \| \| 1. \| Evan Huffman \| Rally Cycling \| 2h37m28s \| \| \| 2. \| David López García \| Team Sky \| + 0s \| \| \| 3. \| Nicolas Edet \| Cofidis, Solutions Crédits \| + 0s \| \| \| 4. \| Lachlan Morton \| Dimension Data \| + 0s \| \| \| 5. \| Rob Britton \| Rally Cycling \| + 0s \| \| \| 6. \| Peter Sagan \| Bora-Hansgrohe \| + 22s \| \| \| 7. \| Matteo Trentin \| Quick-Step Floors \| + 22s \| \| \| 8. \| John Degenkolb \| Trek-Segafredo \| + 22s \| \| \| 9. \| Benjamin King \| Dimension Data \| + 22s \| \| \| 10. \| Jhonatan Restrepo \| Katusha-Alpecin \| + 22s \| \| |                    |                            |          |
| |                    |                            |          |
| Fonte: ProCyclingStats |                    |                            |          |
| Classificação por etapas |                    |                            |          |
| Ciclista | Ciclista           | Equipe                     | Tempo    |
| 1. | Evan Huffman       | Rally Cycling              | 2h37m28s |
| 2. | David López García | Team Sky                   | + 0s     |
| 3. | Nicolas Edet       | Cofidis, Solutions Crédits | + 0s     |
| 4. | Lachlan Morton     | Dimension Data             | + 0s     |
| 5. | Rob Britton        | Rally Cycling              | + 0s     |
| 6. | Peter Sagan        | Bora-Hansgrohe             | + 22s    |
| 7. | Matteo Trentin     | Quick-Step Floors          | + 22s    |
| 8. | John Degenkolb     | Trek-Segafredo             | + 22s    |
| 9. | Benjamin King      | Dimension Data             | + 22s    |
| 10. | Jhonatan Restrepo  | Katusha-Alpecin            | + 22s    |

## Classificações finais
- As classificações finalizaram da seguinte forma[2]:

### Classificação geral
| \| Classificação geral \| Classificação geral \| Classificação geral \| Classificação geral \| Classificação geral \| \| Ciclista \| Ciclista \| Equipe \| Tempo \| \| \| ------------------- \| -------------------- \| ------------------- \| ------------------- \| ------------------- \| \| 1. \| George Bennett \| LottoNL-Jumbo \| 22h54m38s \| \| \| 2. \| Rafał Majka \| Bora-Hansgrohe \| + 35s \| \| \| 3. \| Andrew Talansky \| Cannondale-Drapac \| + 36s \| \| \| 4. \| Brent Bookwalter \| BMC Racing Team \| + 45s \| \| \| 5. \| Ian Boswell \| Team Sky \| + 1m00s \| \| \| 6. \| Vegard Stake Laengen \| UAE Team Emirates \| + 1m54s \| \| \| 7. \| Lachlan Morton \| Dimension Data \| + 1m55s \| \| \| 8. \| Tao Geoghegan Hart \| Team Sky \| + 2m12s \| \| \| 9. \| Sam Oomen \| Team Sunweb \| + 2m15s \| \| \| 10. \| Haimar Zubeldia \| Trek-Segafredo \| + 3m14s \| \| |                      |                   |           |
| |                      |                   |           |
| Fonte: ProCyclingStats |                      |                   |           |
| Classificação geral |                      |                   |           |
| Ciclista | Ciclista             | Equipe            | Tempo     |
| 1. | George Bennett       | LottoNL-Jumbo     | 22h54m38s |
| 2. | Rafał Majka          | Bora-Hansgrohe    | + 35s     |
| 3. | Andrew Talansky      | Cannondale-Drapac | + 36s     |
| 4. | Brent Bookwalter     | BMC Racing Team   | + 45s     |
| 5. | Ian Boswell          | Team Sky          | + 1m00s   |
| 6. | Vegard Stake Laengen | UAE Team Emirates | + 1m54s   |
| 7. | Lachlan Morton       | Dimension Data    | + 1m55s   |
| 8. | Tao Geoghegan Hart   | Team Sky          | + 2m12s   |
| 9. | Sam Oomen            | Team Sunweb       | + 2m15s   |
| 10. | Haimar Zubeldia      | Trek-Segafredo    | + 3m14s   |

### Classificação por pontos
| Classificação por pontos | Classificação por pontos | Classificação por pontos | Classificação por pontos | Classificação por pontos |
| Ciclista                 | Ciclista                 | Equipe                   | Pontos                   |                          |
| ------------------------ | ------------------------ | ------------------------ | ------------------------ | ------------------------ |
| 1.                       | Peter Sagan              | Bora-Hansgrohe           | 46 pts                   |                          |
| 2.                       | Evan Huffman             | Rally Cycling            | 33 pts                   |                          |
| 3.                       | George Bennett           | LottoNL-Jumbo            | 31 pts                   |                          |
| 4.                       | Rafał Majka              | Bora-Hansgrohe           | 28 pts                   |                          |
| 5.                       | Andrew Talansky          | Cannondale-Drapac        | 25 pts                   |                          |
| 6.                       | Lachlan Morton           | Dimension Data           | 23 pts                   |                          |
| 7.                       | Brent Bookwalter         | BMC Racing Team          | 23 pts                   |                          |
| 8.                       | Rob Britton              | Rally Cycling            | 20 pts                   |                          |
| 9.                       | Marcel Kittel            | Quick-Step Floors        | 18 pts                   |                          |
| 10.                      | Ian Boswell              | Team Sky                 | 16 pts                   |                          |

## Evolução das classificações
| Etapa (Vencedor)                  | Classificação geral | Classificação da montanh | Classificação por pontos | Classificação dos jovens | Classificação da combatividade | Classificação por equipas |
| --------------------------------- | ------------------- | ------------------------ | ------------------------ | ------------------------ | ------------------------------ | ------------------------- |
| 1.ª etapa (Marcel Kittel)         | Marcel Kittel       | Não se entregou          | Marcel Kittel            | Floris Gerts             | Ben Wolfe                      | Katusha-Alpecin           |
| 2.ª etapa (Rafał Majka)           | Rafał Majka         | Daniel Jaramillo         | Rafał Majka              | Lachlan Morton           | George Bennett                 | Sky                       |
| 3.ª etapa (Peter Sagan)           | Rafał Majka         | Daniel Jaramillo         | Peter Sagan              | Lachlan Morton           | Ben Wolfe                      | Sky                       |
| 4.ª etapa (Evan Huffman)          | Rafał Majka         | Daniel Jaramillo         | Peter Sagan              | Lachlan Morton           | Evan Huffman                   | Sky                       |
| 5.ª etapa ( Andrew Talansky)      | Rafał Majka         | Daniel Jaramillo         | Peter Sagan              | Lachlan Morton           | Rob Britton                    | Sky                       |
| 6.ª etapa (CRI) (Jonathan Dibben) | George Bennett      | Daniel Jaramillo         | Peter Sagan              | Tao Geoghegan Hart       | Não se entregou                | Sky                       |
| 7.ª etapa (Evan Huffman)          | George Bennett      | Daniel Jaramillo         | Peter Sagan              | Lachlan Morton           | Evan Huffman                   | Sky                       |
| Clasificação final                | George Bennett      | Daniel Jaramillo         | Peter Sagan              | Lachlan Morton           | Não se entregou                | Sky                       |

## UCI World Ranking
A Volta à Califórnia outorga pontos para o UCI World Tour de 2017 e o UCI World Ranking, este último para corredores das equipas nas categorias UCI ProTeam, Profissional Continental e Equipas Continentais. A seguinte tabela são o baremo de pontuação e os corredores que obtiveram pontos:
| Posição             | 1.ª | 2.ª | 3.ª | 4.ª | 5.ª | 6.ª | 7.ª | 8.ª | 9.ª | 10.ª |
| Classificação geral | 300 | 250 | 215 | 175 | 120 | 115 | 95  | 75  | 60  | 50   |
| Por etapa           | 40  | 15  | 6   |     |     |     |     |     |     |      |
| Líder               | 6   |     |     |     |     |     |     |     |     |      |

| Classificação | Classificação        | Classificação     | Classificação | Classificação | Classificação | Classificação |
| Posição       | Ciclista             | Equipa            | Geral         | Etapa         | Líder         | Total         |
| ------------- | -------------------- | ----------------- | ------------- | ------------- | ------------- | ------------- |
| 1.º           | Rafał Majka          | Bora-Hansgrohe    | 250           | 55            | 24            | 329           |
| 2.º           | George Bennett       | LottoNL-Jumbo     | 300           | 21            | 6             | 327           |
| 3.º           | Andrew Talansky      | Cannondale-Drapac | 215           | 46            | -             | 261           |
| 4.º           | Brent Bookwalter     | BMC Racing        | 175           | 15            | -             | 190           |
| 5.º           | Ian Boswell          | Sky               | 120           | 6             | -             | 126           |
| 6.º           | Vegard Stake Laengen | UAE Emirates      | 115           | -             | -             | 115           |
| 7.º           | Lachlan Morton       | Dimension Data    | 95            | -             | -             | 95            |
| 8.º           | Evan Huffman         | Rally Cycling     | 5             | 80            | -             | 85            |
| 9.º           | Tao Geoghegan Hart   | Sky               | 75            | -             | -             | 75            |
| 10.º          | Sam Oomen            | Sunweb            | 60            | -             | -             | 60            |